# Lonerock
Lonerock – miasto w Stanach Zjednoczonych, w stanie Oregon, w hrabstwie Gilliam.